# Bernhard Schmidt (SS-Obersturmbannführer)
Bernhard Schmidt, född 18 april 1890 i Pegnitz, död 6 september 1960 i Bayerisch Eisenstein, var en tysk Obersturmbannführer och koncentrationslägerkommendant. 

## Biografi
Bernhard Schmidt var till yrket byggnadsingenjör. År 1925 inträdde han i Nationalsocialistiska tyska arbetarepartiet (NSDAP) och år 1930 i Schutzstaffel (SS).
Schmidt var kommendant i koncentrationslägret Lichtenburg från 1934 till 1935 och i Sachsenburg från 1935 till 1937. Därefter tjänstgjorde han som Schutzhaftlagerführer i Sachenhausen och Dachau.
Schmidt kom inte att ställas inför rätta efter andra världskriget.